# Địa chấn kế
Địa chấn kế là thiết bị dùng để ghi nhận sự chuyển động của mặt đất như sóng địa chấn sinh ra bởi các trận động đất, các vụ phun trào núi lửa, và những nguồn chấn động khác. Các ghi nhận về sóng địa chấn cho phép các nhà địa chấn học lập bản đồ cấu tạo của Trái Đất, và xác định vị trí và cường độ các nguồn phát sinh sóng khác nhau.
Thuật ngữ địa chấn kế (seismometer) có nguồn từ tiếng Hy Lạp σεισμός, seismós, rung động, từ động từ σείω, seíō, rung; và μέτρον, métron là đo đạc. Thuật ngữ được David Milne-Home đưa ra năm 1841 để nói về thiết bị do nhà vật lý Scotland James David Forbes phát minh. Máy ghi địa chấn (seismograph) là một thuật ngữ khác cũng có nguồn gốc từ tiếng Hy Lạp seismós như ở trên và γράφω, gráphō là vẽ.

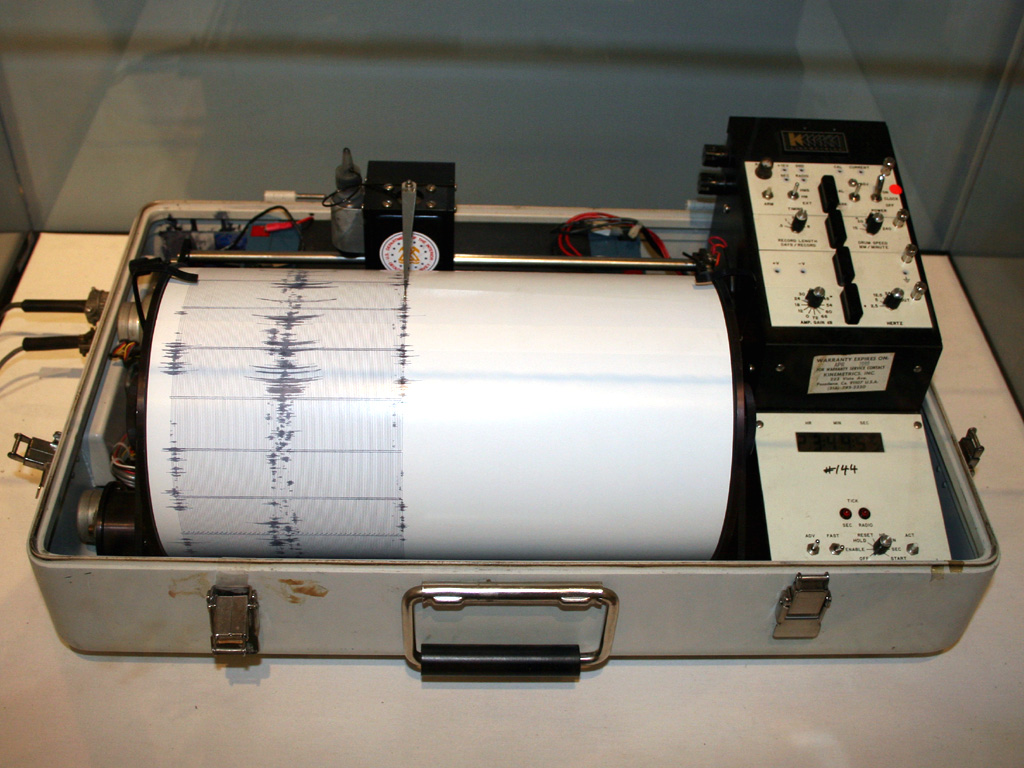
Máy ghi địa chấn Kinemetric.

Trong vật lý địa cầu người ta thường sử dụng theo nghĩa là địa chấn kế (seismometer) hơn, mặc dù nó thường dùng để chỉ các thiết bị được sử dụng trước đây chỉ có mục đích đo đạc và ghi nhận các rung động so với các thiết bị đo đạc hiện đại có nhiều chức năng hơn. Cả hai đều ghi nhận được sự chuyển động của mặt đất một cách định lượng và liên tục. Đây là điểm để phân biệt loại thiết bị này với kính địa chấn (seismoscope), một thiết bị vừa đo đạc chuyển động vừa có thể đo đạc độ lớn của chuyển động một cách đơn giản.
Trong địa vật lý thăm dò thì dùng thuật ngữ máy ghi địa chấn (seismograph), là khối máy ghi lại tín hiệu địa chấn thu được từ nhiều vị trí thu sóng vào phương tiện lưu trữ xác định. Việc thu nhận và chuyển đổi rung động sang tín hiệu điện do các đầu thu sóng địa chấn thực hiện, với hai loại chính: đầu thu sóng địa chấn trên đất (geophone) và đầu thu sóng địa chấn trong nước (hydrophone). Hệ thống này không quá chú trọng đến việc xác định độ lớn của rung động cũng như cường độ nguồn phát sóng, mà chỉ cần đến tín hiệu sóng địa chấn nổi lên rõ trên nền nhiễu.

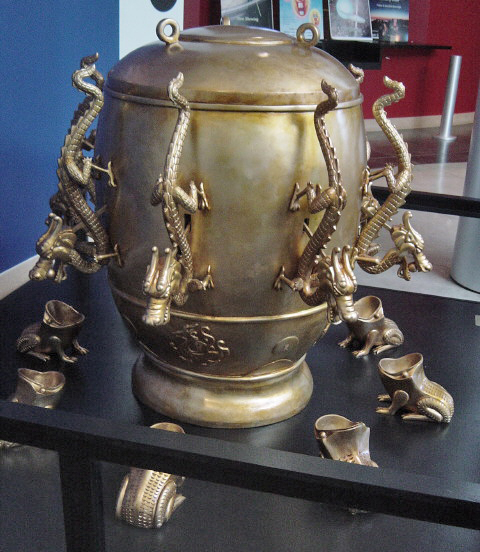
Một bản sao máy ghi địa chấn cổ của Trung Quốc thời Đông Hán (25-220 sau CN).